# Kimura (cómic)
Para el personaje de Azumanga Daioh, consulte la Lista de personajes de Azumanga Daioh § Kimura.
Kimura es un personaje ficticio que aparece en los cómics estadounidenses publicados por Marvel Comics. Apareció por primera vez en New X-Men # 31 como la principal antagonista de Laura Kinney/X-23.

## Historial de publicaciones
El personaje fue creado por los escritores Craig Kyle y Christopher Yost, así como por el artista Mike Choi. Su primera aparición fue en New X-Men # 31 (diciembre de 2006). Fue presentada como la manipuladora villana de X-23. El nombre Kimura (木村) es japonés y significa "aldea de árboles", es un apellido común en Japón.

## Biografía ficticia

### Origen
Kimura nació de un padre alcohólico abusivo y una madre negligente. Su vida escolar fue similar, ya que fue abusada y atormentada por sus compañeros. Por medios no especificados y en algún momento, la abuela de Kimura fue su cuidadora. De inmediato, su abuela trató de curar el daño emocional infligido a Kimura a través de la crianza, el amor y la comprensión. Pero en ese momento, las cicatrices emocionales eran permanentes y los intentos de su abuela por comunicarse con ella fueron inútiles. Después del fatal ataque cardíaco de su abuela, Kimura despegó y finalmente entró en contacto con la Instalación. Luego se sometió a un procedimiento no especificado que le otorgó invulnerabilidad física, control de densidad y reconstrucción. Luego tomó venganza contra aquellos en su pasado que la habían agraviado. Durante su tiempo en la Instalación, Kimura finalmente asumió el mismo papel abusivo que las personas que la victimizaron en el pasado, particularmente con Laura Kinney.

### La Instalación
Como agente de la Instalación, Kimura se convirtió en la manejadora de X-23. Ella abusó de X-23, encontrando cualquier excusa para intimidar, independientemente de si X-23 falló o no. Después de que X-23 escapó de la Instalación, Kimura hizo su deber de rastrear a X-23, traer de vuelta a la Instalación y matar a cualquier persona con la que X-23 haya entrado en contacto.
Finalmente rastrea a X-23 hasta San Francisco, donde Laura vive con la tía Debbie y la prima Megan. Durante una redada en la casa de Debbie, Kimura le rompe el cuello a X-23. Luego usa esposas de adamantium para esposarse a Laura y las escaleras a Debbie y Megan, donde amenaza y comienza a poner su dedo en el corazón de Megan. Laura se recupera de estas heridas, se corta la mano y esposa a Kimura a una tubería. Laura les dice a Megan y Debbie que tomen su bolsa de lona, tomen lo que sea absolutamente necesario y tengan 3 minutos para salir de casa. Laura vuelve a unir su propia mano mientras Kimura dice que todos los que ama a Laura morirán y que ella será quien los mate. Laura abre una tubería de gas y enciende la luz, provocando una explosión.

### Encuentro con los Nuevos X-Men
Eventualmente rastreando a X-23 hasta el Instituto Xavier de Aprendizaje Superior, Kimura procede a atraer a su objetivo al aire libre para que pueda capturarla, pero resulta que Kimura en realidad está detrás de Mercurio, a quien captura fácilmente. Ella y X-23 pelean pero ella hiere a Laura y se escapa con Mercurio.
Cuando regresa a la Instalación, observa cómo realizan experimentos en Mercurio y finalmente desatan su nueva creación Depredador X sobre el mutante Mammomax para su placer. X-23 y Hellion se dispusieron a rescatar a Mercurio y rastrear a Kimura hasta la Instalación y confrontarla. Hellion se las arregla para someterla y Laura le dice a Hellion que la mate, pero se niega, usando la telequinesis para dispararla al aire y a millas de distancia.
Kimura finalmente regresa al Instituto Xavier de Aprendizaje Superior y hace otro intento de matar a X-23. Emma Frost la detecta y la somete telepáticamente, revelando la historia de abuso y negligencia infantil de Kimura a manos de sus padres y compañeros. Frost le dice a Kimura que no es más que una matona que daña a otros como Laura a pesar de saber lo doloroso que es compensar su propia infancia abusiva. Luego, Frost la borra de la mente, haciéndola olvidarse de su abuela, la única persona influyente y positiva en su vida, creando "un vacío profundo que le causará dolor para toda la vida". Frost luego implanta instrucciones telepáticas en la mente de Kimura para hacerla cazar a los líderes de la Instalación, particularmente al Profesor Harkins, quien supervisó la experimentación de Mercurio. Después de pasar por 6 meses de reconfigurar su cerebro para detener el comando psíquico de Frost, Kimura comienza a vender clones de Depredador X para la Instalación. Más tarde se encuentra con Wolverine y Punisher durante una transacción con Madame Hydra. Los dos logran detenerla, aunque finalmente escapa.

### X-Force
Kimura regresa después de que H.A.M.M.E.R. captura a X-23 y la trae de regreso a la Instalación. Su brutalidad solo parece haber aumentado cuando le corta el brazo a Laura con una pequeña motosierra por "ser una chica mala", pero X-23 usa el olor del gatillo a su favor y escapa con la ayuda de la agente Alisande Morales. X-23 logra escapar, causando que Kimura se enfurezca. Kimura amenaza con encontrar a la tía de Laura y a la prima Megan para matar en represalia.

### All-New Wolverine
Kimura aparece en All-New Wolverine, siendo responsable de ayudar a las cuatro hermanas (clones de X-23) a escapar de Alchemax. Hizo un trato con Bellona (el clon X-23 de pelo blanco) para intercambiar los nanitos dentro del cuerpo de Bellona matándola, por su ayuda para escapar y destruir la división genética de Alchemax. Ella es asesinada por X-23 al ser inmovilizada y ahogada en agua.

## Caracterización
La principal característica de Kimura es su sadismo hacia los demás. Como personaje, se la ha presentado en los cómics como el único personaje que X-23 nunca ha podido derrotar realmente.

## Poderes y habilidades
Kimura tiene una piel indestructible, lo suficientemente fuerte como para resistir cualquier cosa, desde explosiones de granadas hasta hojas de adamantium. También es muy hábil en combate armado y desarmado. Estas habilidades le fueron entregadas en algún momento después de unirse a la Instalación.

## Recepción
Kimura ha sido ampliamente identificada como la archienemiga de Laura Kinney. Varias publicaciones, como Screen Rant, Comic Book Resources, GamesRadar+ y PopMatters,  han comparado a Kimura con Sabretooth, el archienemigo de Wolverine. No todas las reacciones de Kimura como el mayor enemigo de X-23 han sido bien recibidas, Eric Nierstedt de ComicsVerse sintió que la adición retroactiva de Kimura a la historia de X-23 parecía "un intento poco convincente de darle a Laura un archienemigo", y también expresó que el personaje era molesto y no podía igualar al villano anterior Zander Rice. Jessie Schedeen de IGN ha declarado que la rivalidad entre los dos personajes definió a X-23 en sus primeros días. Andy Kubai de Screen Rant ha declarado creer que el personaje sería un excelente adversario para X-23 en una película.